# Novaki Pazinski
Novaki Pazinski – wieś w Chorwacji, w żupanii istryjskiej, w gminie Cerovlje. W 2011 roku liczyła 200 mieszkańców.